# Luis Martínez Arroyo
Luis Martínez Arroyo, (nacido en el año 1931 en  Madrid, Comunidad de Madrid y fallecido el 14 de mayo de 2009 en la misma ciudad) fue un jugador, entrenador y directivo de baloncesto español. Tuvo 3 hijos, Jose Luis, Fernando y Miguel Martinez Maroto

## Trayectoria
Llegó al Instituto Ramiro de Maeztu para su primer año de bachillerato, en 1944. Tres años después de entrar, forma parte del inicio como equipo del Club Baloncesto Estudiantes. La participación de Antonio Magariños fue la clave para la creación del equipo, ya que motivó a diversos estudiantes del instituto a que jugaran al baloncesto. Llegó a compagir los puestos de jugador y directivo en el Estu. Después de retirarse ejerció de entrenador en las categorías inferiores y fue miembro de la Junta Directiva del club.

## La saga de los Martínez
Sus hermanos Juan Antonio, Fernando y Manuel y sus sobrinos Pablo y Gonzalo fueron también jugadores profesionales, siendo el club de referencia donde desarrollaron sus carreras el Club Baloncesto Estudiantes.